# Horní Krč (tvrz)
Tvrz v Horní Krči je zaniklé panské sídlo v Praze 4-Krči. Jeho lokace není známá.

## Historie
Koncem 13. století byla Horní Krč církevním majetkem. Tvrz je zde zmiňována roku 1328 v souvislosti s pražskými probošty.
Koncem 14. století získal zdejší tvrz s poplužním dvorem a poddanskými usedlostmi staroměstský kupec Antonín z Munheimu. Tento kupec dodával síru a sanytr císaři Zikmundovi a pro tuto podporu mu byly při husitských bouřích krčské statky zabaveny Pražany. Hornokrčský dvůr s tvrzí získal Jan Bradatý.
Roku 1434 získal dvůr Jan Rakovnický, ale ještě téhož roku byla celá ves vypálena. Dvůr s tvrzí byl patrně znovu postaven, protože je zmíněn ve sporu o dědictví vedeném roku 1454 Prokopem Munheimem, synem dřívějšího majitele tvrze. Prokop Munheim spor vyhrál, ale protože byl bezdětný, připadl po jeho smrti majetek jako odúmrť králi.
Král Ladislav postoupil roku 1457 horní i dolní tvrz bratrům Mikuláši a Erazimovi z Pusté Dobré. Ti je později přenechali Tandorfům. Jetřich a Volf Tandorfové prodali roku 1499 krčskou tvrz s poplužním dvorem, krčmou, lukami a další Novému Městu pražskému. Novoměští pak roku 1502 prodali tvrz s příkopem, třemi lány pozemků a třemi loukami Bartošovi z Chřenice. Týž majetek pak prodali Bartošovi dědicové roku 1505 Matěji Tatkovi.
Novému Městu stále zůstávala část pozemků, které patřily špitálu svatého Bartoloměje a které špitál pronajímal. Protože se Nové Město zúčastnilo protihabsburského povstání, byla mu roku 1547 Horní Krč zabavena, ale ještě téhož roku Ferdinand I. novoměstským zádušní platy, důchody a statky vrátil s tím, že si nad nimi ponechal vrchnostenské právo. Roku 1584 Rudolf II. toto vrchostenské právo novoměstským prodal za 2000 zlatých rýnských. V  privilegiu byla uvedena informace o pusté tvrzi a pustém dvoře s mlýnem v majetku bartolomějského špitálu.
Z pozdější doby se zprávy o tvrzi nedochovaly, dvůr byl naposledy zmíněn roku 1811 v kupní smlouvě mezi špitálem a novým majitelem rytířem Karlem Půlpánem z Feldštejna.

### Lokace
Lokace hornokrčské tvrze není známá. Údajně měla stát východně od tvrze v Dolní Krči proti proudu Kunratického potoka.